# TOPPAN控股
凸版印刷（日语：／）是日本的印刷和資訊科技企業。於1900年1月17日創業。設立於1908年6月4日，通稱凸版（トッパン）。2023年9月之前，該公司名為凸版印刷株式会社。日經平均指數的成份股之一。

## 企業概要
本社位於東京都千代田區神田和泉町1番地，神田和泉町大樓6樓。
本店則位於東京都台東區台東一丁目5番1號。
會社名稱「凸版」，是因為20世紀初期創業的時候，使用了最新的銅凸版印刷技術（別名・）才使用了該名稱。銅凸版印刷是一種能處理精密圖案的技術，為有價證券的印刷中使用。
在現在，不僅從事本來的印刷，亦投入於應用印刷技術的數碼影像處理及電子製品中。品項因為涉入資訊科技而逐漸複雜化，另外亦從事彩色液晶使用的液晶濾色片、半導體底板光罩的製造等等高技術積累的精密工業。並積極使用IC標籤作為解决方案服務。

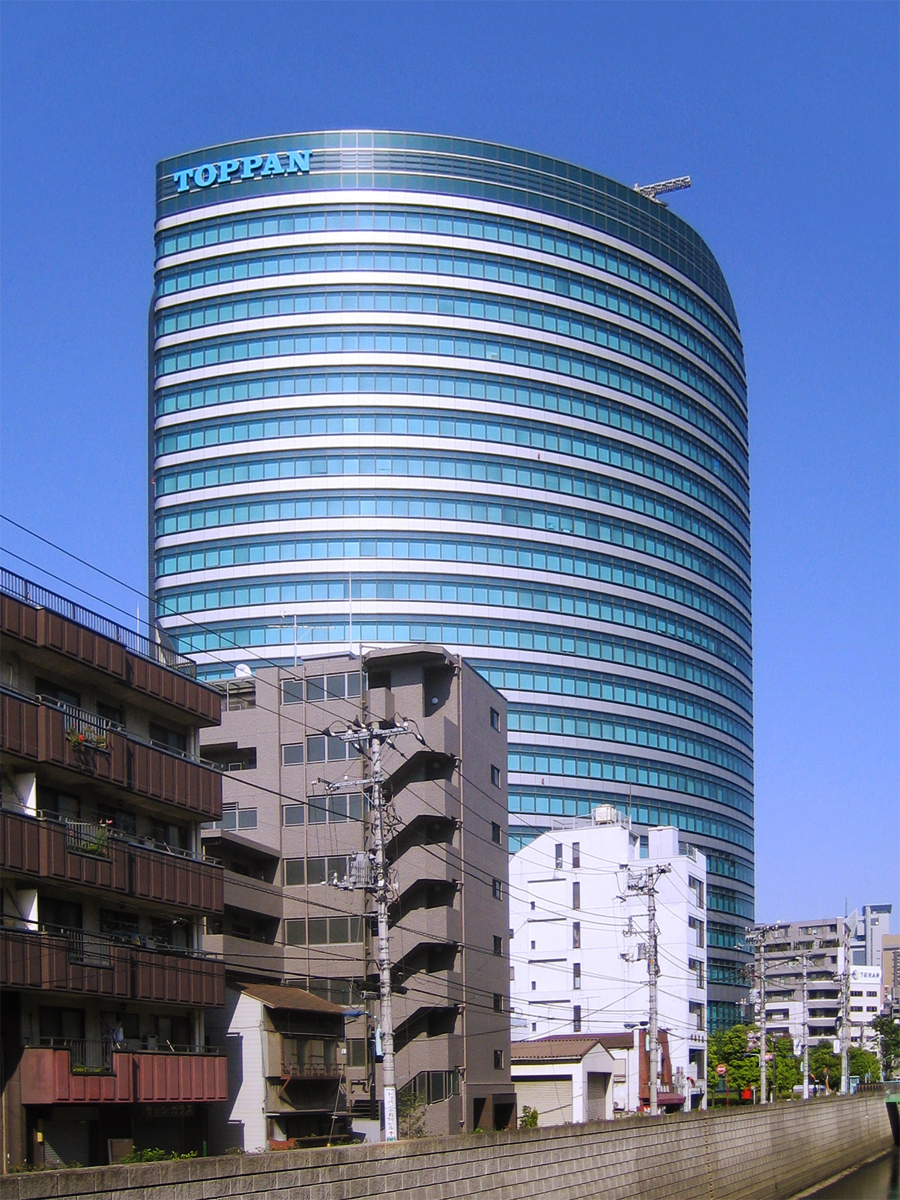
凸版印刷小石川大樓（東京都文京區）是凸版印刷創立100周年紀念事業的一部分，與印刷博物館併設。

而在互聯網關連、地圖情報網站上開創了「Mapion（マピオン）」令其事業成為資訊集團，並與NTT東日本共同成立了CyberMap Japan。現為CyberMap Japan的最大股東。2005年10月，將原為E商務事業部門的內容流通發信服務「bitway」（ビットウェイ）獨立為事業會社，創立了株式會社bitway。
2005年10月17日，資訊商業科開發本部中心開發了日本最初的免費DVD「codeNEO」。在事業檢証號10萬部完成後，由cyber communications及amazon.co.jp協助散發。
同本部們於2006年2月7日，以「戀愛強化手冊（恋愛強化マニュアル）」為題的特別號（0.5號）發刊。其部數倍增為20萬部，並成為預定於春天發行的創刊號的目標。
再者，與凸版印刷有關的書籍包括有（友野伸一郎著　東洋經濟新報社）（德丸壯也著　出版文化社）等。

## 主要部門與製品
- 證券・卡片部門 - 股票、彩票、存摺、信用卡等
- 商業印刷部門 - 目錄、宣傳手冊、POP等
- 出版印刷部門 - 書籍、雜誌等
- 包裝部門 - 各種食品、日用品包裝材料、標籤等
- 産業資材部門
- 電子學部門 - 光掩膜、彩色濾光片、印刷電路板等
- 光導發光學部門 - FC投射機銀幕、防反射底片等

## 互聯網內容事業

### 凸版印刷本體從事的事業
- 相片上載並進行顏色調整的免費會員制網上服務。
- 飲食平均檢查的免費網上服務。
- 中國地方情報資訊網
- 九州地方情報資訊網

### 子公司及內部風險企業事業
- 子會社株式會社（bitway）
  - 有料會員制內容店舖
  - 電子書籍書店
- 社内風險企業營運営的酒類情報網站

## 主要工場
- 札幌工場（北海道札幌市西區二十四軒四条1丁目1-30）
舊興文舎印刷、昭和46年合併
- 仙台工場（宮城縣仙台市泉區明通3丁目30）
- 板橋工場（東京都板橋區志村1丁目11-1）
- 幸手工場（埼玉縣幸手市惣新田4237-1）
- 朝霞工場（埼玉縣新座市野火止7丁目21-33）
- 坂戶工場（埼玉縣坂戶市）
- 深谷工場（埼玉縣深谷市本田）
- 相模原工場（神奈川縣相模原市大野台2丁目27-1）
- 新潟工場（新潟縣新發田市五十公野5270）
- 群馬工場（群馬縣邑樂郡大泉町吉田1207-1）
- 柏工場（千葉縣柏市豐四季945）
- 滋賀工場（滋賀縣東近江市妙法寺町1101-20）
- 三重工場（三重縣龜山市白木一色646-3）
- 關西工場（大阪府大阪市福島區海老江3丁目22-61）
舊精版印刷
- 熊本工場（熊本縣玉名市龜甲134）
- 綜合研究所（埼玉縣北葛飾郡杉戶町高野台南4丁目2-3）

## 海外公司
以下為凸版印刷海外公司，業務地點遍及中國、英國、新加坡等國。
- 凸版印刷株式會社（北京、代表處）

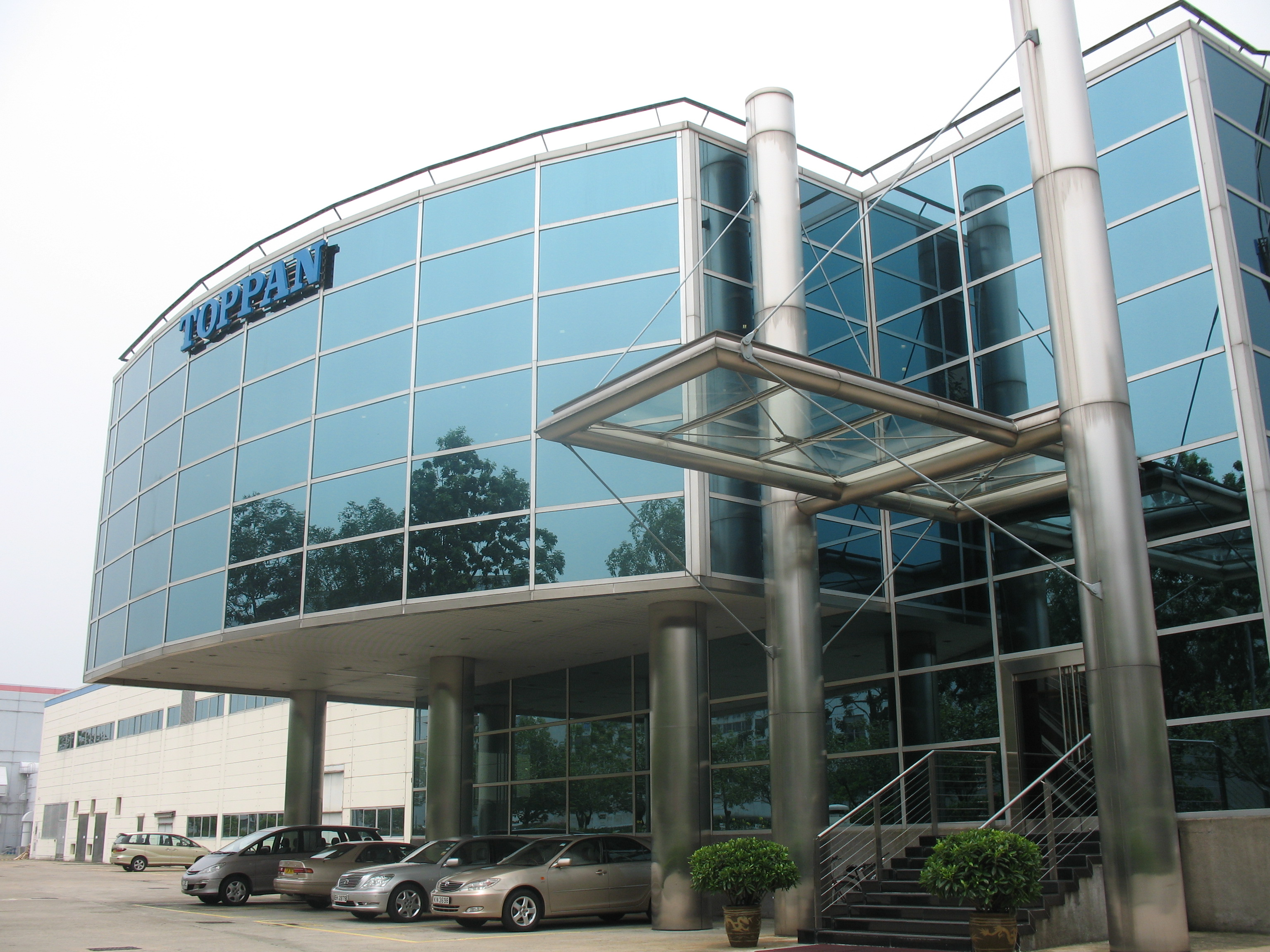
凸版印刷（香港）

- 凸版（上海）商業管理有限公司（上海、代表處）
- 北京凸版數碼產品有限公司（北京）
- 凸版印刷（上海）有限公司（上海）
- 凸版印刷（深圳）有限公司（深圳）
- 凸版印刷（香港）有限公司（香港）
- 凸版印刷（聯合王國）有限公司（英國）
- 凸版利豐雅高有限公司（新加坡、香港）
- 凸版快捷财经有限公司

## 關連企業
- 台灣凸版國際彩光股份有限公司 - 彩色濾光片（Color Filter）製造 （页面存档备份，存于）
- 中華凸版電子 - 光罩與OCF ( On-Chip Color Filters ) 製造
- 凸版資訊株式會社 - 商業計劃印刷[2]
- 株式會社凸版科技 - 建物・設備工事及保守管理[3]
- 株式會社Toppan Cosmo - 建裝材 [4]
- 東洋油墨製造株式會社 - 印刷用油墨製造 （页面存档备份，存于）
- 東京書籍 - 教科書、一般圖書編輯・發行[5]
- 株式會社 - 幼兒用圖書編輯・發行、幼兒用教材售賣[6]
- 印刷博物館 （页面存档备份，存于）
- TAMAPOLY株式會社 - 塑料製品製造[7]
- 株式會社TMP （舊 東京磁氣印刷株式會社） - 磁卡等的製造售賣。2007年10月凸版標籤與TMP合併
- 株式會社 - 楞紙板製品製造
- 日野柯式印刷株式會社 - 多色柯式印刷新聞製版及印刷[8]
- 株式會社 - 印刷、製版、網站建立
- 株式會社創日社 - 日曆計劃・製造販售
- 株式會社凸版科技設計中心 - 半導体設計[9]
- TNCSi - 製造印刷電路版、與日本電氣合營
- 株式會社Bitway - 內容送信服務「Bitway」的事業會社。2005年10月設立
- 凸版物流株式會社 - 運送及倉庫業務・保險代理店[10]